# Pseudomyrmex boopis
Pseudomyrmex boopis es una especie de hormiga del género Pseudomyrmex, subfamilia Pseudomyrmecinae.

## Historia
Esta especie fue descrita científicamente por Roger en 1863.